# Томмі Геммелл
Томмі Геммелл (англ. Tommy Gemmell; 16 жовтня 1943 — 2 березня 2017) — колишній шотландський футболіст, що грав на позиції захисника. По завершенні ігрової кар'єри — футбольний тренер.
Значну частину кар'єри провів у «Селтіку», з яким виграв ряд національних та міжнародних трофеїа. Також виступав за «Ноттінгем Форест», «Данді» та національну збірну Шотландії.

## Клубна кар'єра
У дорослому футболі дебютував 1961 року виступами за команду клубу «Селтік», в якій провів десять сезонів. Більшість часу, проведеного у складі «Селтіка», був основним гравцем захисту команди. Він був одним з гравців « Селтіка», який виграв фінал Кубка європейських чемпіонів 1967 року, в якому Геммелл забив один з голів у ворота «Інтернаціонале» (2:1). Він також забив у європейському фіналі Кубка 1970 року проти «Феєнорда», але команда таки поступилась 1:2. Крім того за допомоги Тонні «кельти» виграли шість чемпіонатів Шотландії, а також по п'ять національних кубків і кубків ліги. Всього він зіграв 418 матчів за «Селтік» і забив 64 голів, зокрема 247 в чемпіонаті (37 голів), 43 в кубку Шотландії (5 голів), 74 в кубку ліги (10 голів) і 54 в єврокубках (12 голів). Тим не менш у своїй книзі, Lion Heart, Геммелл зазначив, що під час свого перебування в «Селтіку» він цькувався іншими гравцями клубу. Геммелл заявив, що він і його товариш по команді Іан Янг були мішенню колег, які хотіли виключно католицьку команду.
Протягом 1971–1973 років захищав кольори команди клубу «Ноттінгем Форест», проте з командою вилетів з елітного англійського дивізіону.
Завершив професійну ігрову кар'єру у клубі «Данді», за команду якого виступав протягом 1973–1977 років і у 1974 році допоміг команді виграти кубок шотландської ліги, здолавши у фіналі рідний «Селтік» (1:0).

## Виступи за збірну
В квітні 1966 року дебютував в офіційних матчах у складі національної збірної Шотландії в грі проти збірної Англії. Протягом кар'єри у національній команді, яка тривала 6 років, провів у формі головної команди країни 18 матчів, забивши 1 гол.

## Кар'єра тренера
Розпочав тренерську кар'єру відразу ж по завершенні кар'єри гравця, 1977 року, очоливши тренерський штаб клубу «Данді», де пропрацював три роки, але серйозних здобутків не отримав.
Другим і останнім місцем тренерської роботи був клуб «Альбіон Роверс», команду якого Томмі Геммелл очолював як головний тренер у 1986—1987 та 1993—1994 роках.

## Титули і досягнення
- Чемпіон Шотландії (5):

«Селтік»: 1965–66, 1966–67, 1967–68, 1968–69, 1969–70
- Володар Кубка Шотландії (4):

«Селтік»: 1964–65, 1966–67, 1968–69, 1970–71
- Володар Кубка шотландської ліги (5):

«Селтік»: 1965–66, 1966–67, 1967–68, 1968–69, 1969–70
- Володар Кубка європейських чемпіонів (1):

«Селтік»: 1966-67